# 5315 Balʹmont
5315 Balʹmont eller 1982 SV5 är en asteroid i huvudbältet som upptäcktes den 16 september 1982 av den ryska astronomen Ljudmila Tjernych vid Krims astrofysiska observatorium på Krim. Den är uppkallad efter den ryske författaren Konstantin Balmont.
Den tillhör asteroidgruppen Flora.